# 하토리 유키오

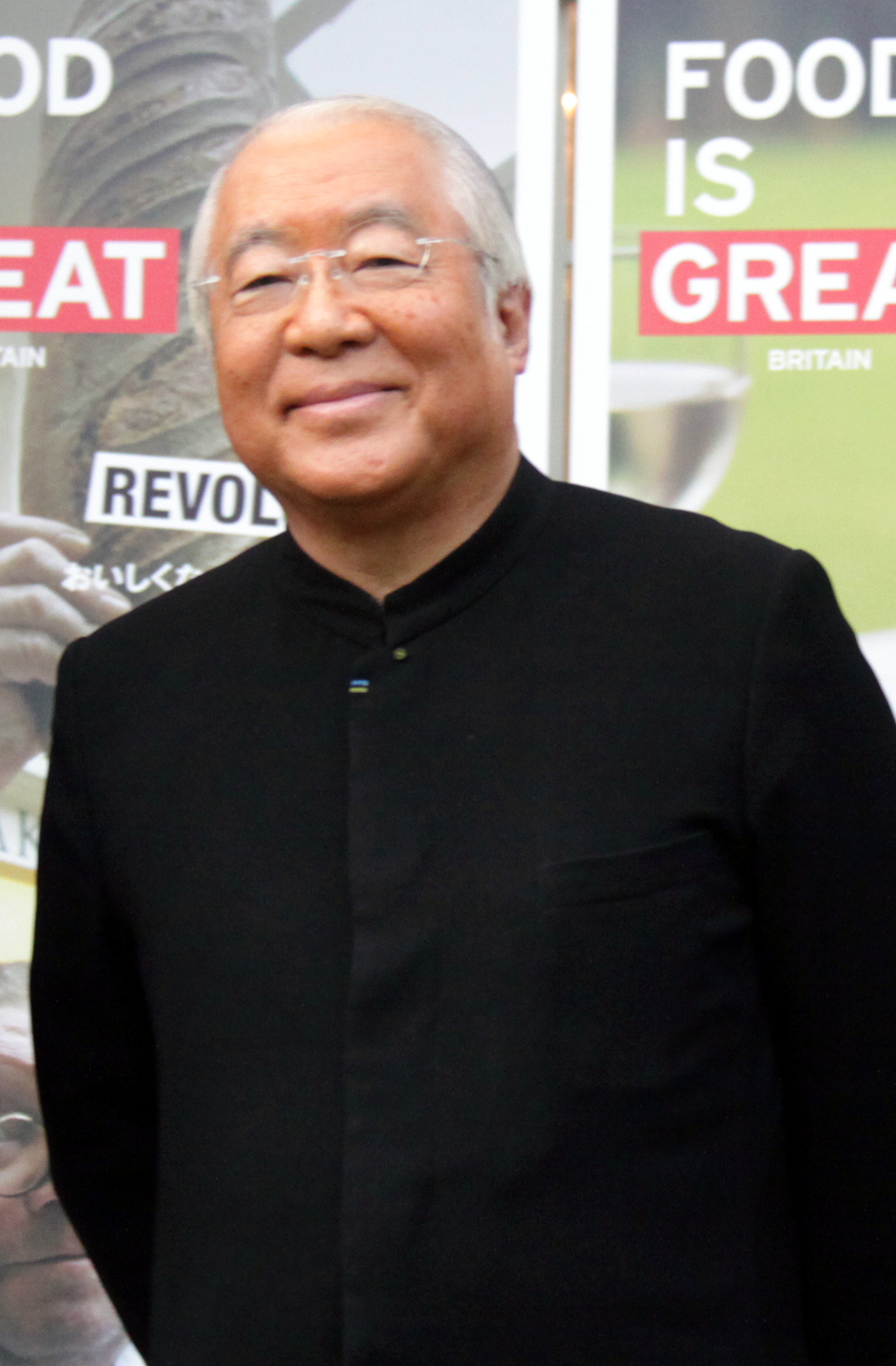

하토리 유키오(服部幸應, 1945년 12월 16일~2024년 10월 4일)는 일본의 요리사이자 텔레비전 배우, 방송인이다.
그는 또, 유명인사들이 요리 만들기를 성공하거나 실패한 다음 음식에 대해 판정하는 사랑의 아프론(愛のエプロン) 시리즈의 전문 해설가이기도 하다.